# متحف جبيل للأحافير
متحف بيبلوس الأحفوري (المعروف أيضًا باسم ذاكرة الزمن) هو متحف في بيبلوس ، لبنان. يحتوي هذا المتحف للحفريات يضم مجموعات  لأسماك القرش ، والأنقليس ، والروبيان ، والحبار ، والأشعة، و السمك الطائر. تم افتتاحه في عام 1991 وهو في سوق القديم في جبيل. معظم مجموعتها تأتي من قرى حقل بيبلوس، حجول، نمامة.

## أحافير الأسماك العظمية
بعض الأجناس الأحفورية التي يمكن رؤيتها في المتحف هي:Apateopholis  Belonostomus، ورأسيات الأرجل ، Ctenothrissa.

## تاريخ
بدأت قصة متحف جبيل الأحفوري الحفريات منذ فترة طويلة باكتشاف سيد اسمه جورج سمكة أحفورية دفعته إلى التفكير حتى فهم أن بلده بلد غني بالأحافير. في العصور القديمة، كان الرومان وحتى الفينيقيون يعتبرون بلاد الأرز لبنان و خاصة منطقة جبيل، موطنًا جميلا نظرا لطبيعتها الخلابة.فبدأ يجمع بأدوات حفرية بسيطة حتى افتتح متحف جبيل الأحفوري.

## الروابط الخارجية
- ذاكرة الوقت - الموقع الرسمي